# Gut Hermannshof

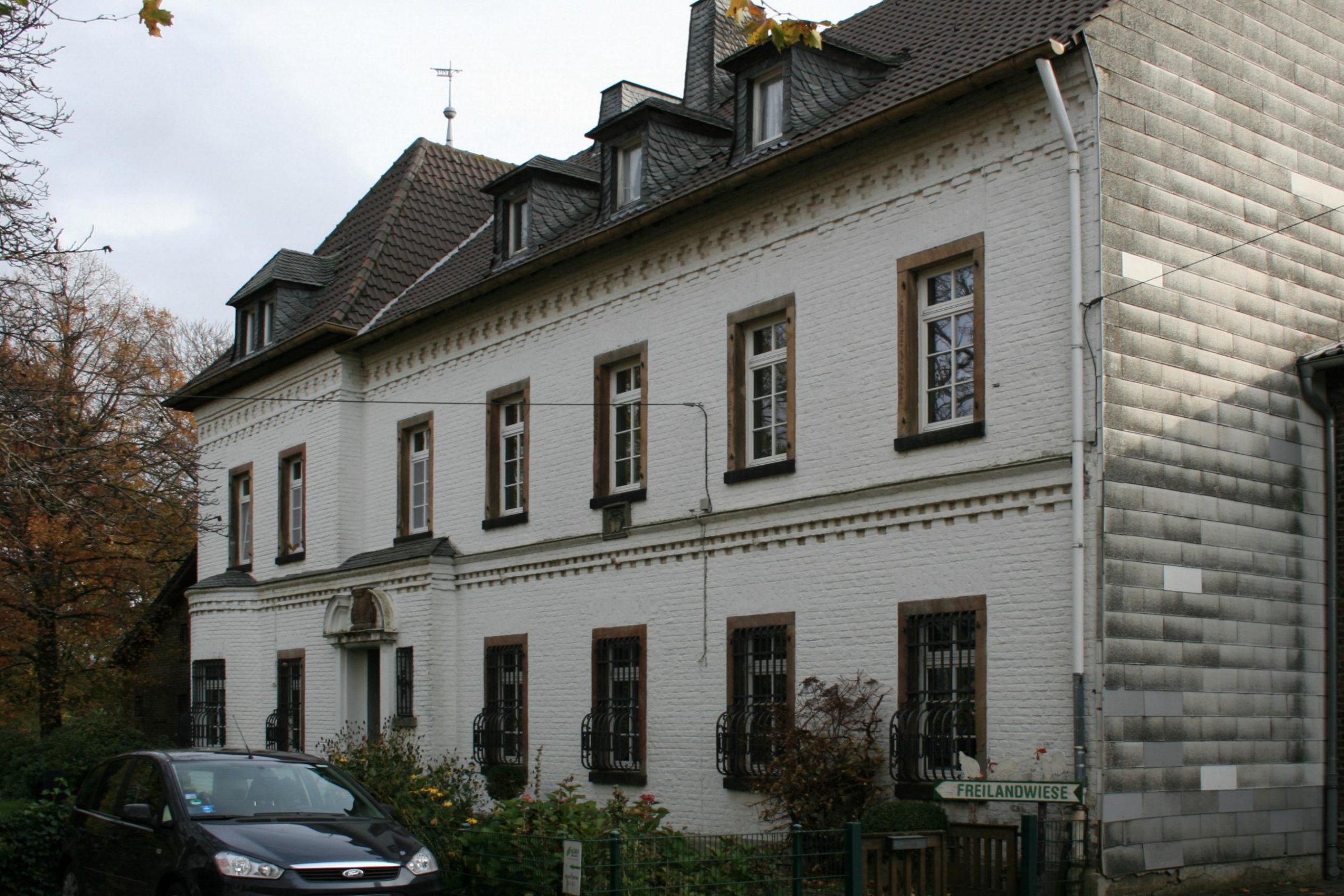
Das Wohnhaus des Hofes

Das Gut Hermannshof befindet sich in Eschweiler über Feld, einem Ortsteil der Gemeinde Nörvenich im Kreis Düren, Nordrhein-Westfalen südlich der Heribertstraße am Ortseingang aus Richtung Girbelsrath.
Der Gutshof wurde im Jahre 1861 fertiggestellt. Im 19. und 20. Jahrhundert wurde das Bauwerk verändert. Die vierflügelige Anlage ist aus Backsteinen um einen Innenhof erbaut. Das Wohnhaus ist zweigeschossig, an der Gartenseite zu sieben Achsen, davon sind die beiden linken Achsen als Risalit mit Walmdach vorgezogen. Der Hauseingang ist etwas aus der dritten Achse von links versetzt. Er hat eine Pilasterrahmung, einen Segmentbogen und ein Sandsteinwappen. Die Fenster haben Sandsteingewände. Das Stockgesims besteht aus Backstein. Die rechte Giebelseite ist mir Eternit verkleidet. Die zur Anlage gehörenden Wirtschaftsgebäude haben Satteldächer.
In einem Nebengebäude befindet sich ein Hofladen, in dem nicht nur eigene Produkte vermarktet werden. Der Hof wird nach wie vor von der Familie Püllen landwirtschaftlich bewirtschaftet. Auf dem Hof wurde vor Jahren eine Folge der Sendung mit der Maus gedreht.
Der Bauernhof wurde am 11. März 1985 in die Denkmalliste der Gemeinde Nörvenich unter Nr. 23 eingetragen.

## Belege
- Denkmalliste der Gemeinde Nörvenich (PDF-Datei; 108 kB)

Koordinaten: 50° 48′ 36,5″ N, 6° 34′ 41,1″ O